# Chuột chù Jenkins
Chuột chù Jenkins, tên khoa học Crocidura jenkinsi, là một loài động vật có vú trong họ Chuột chù, bộ Soricomorpha. Loài này được Chakraborty mô tả năm 1978. Chúng là loài đặc hữu của quần đảo Nicobar (Ấn Độ).